# Kassem El Zein
Kassem Mohammed El Zein (Maarake, 2 dicembre 1990) è un calciatore libanese, difensore del Nejmeh e della nazionale libanese.

## Carriera

### Club
El Zein debuttò per il Nejmeh nel 2011. Nel 2020 si trasferì al Al-Mina'a in un prestito trimestrale. Lo stesso anno passa al Al-Naser in un prestito annuale.

### Nazionale
Con la nazionale libanese ha preso parte alla Coppa d'Asia 2019.

## Statistiche

### Cronologia presenze in nazionale
| Cronologia completa delle presenze e delle reti in nazionale ― Libano | Cronologia completa delle presenze e delle reti in nazionale ― Libano | Cronologia completa delle presenze e delle reti in nazionale ― Libano | Cronologia completa delle presenze e delle reti in nazionale ― Libano | Cronologia completa delle presenze e delle reti in nazionale ― Libano | Cronologia completa delle presenze e delle reti in nazionale ― Libano | Cronologia completa delle presenze e delle reti in nazionale ― Libano | Cronologia completa delle presenze e delle reti in nazionale ― Libano |
| Data                                                                  | Città                                                                 | In casa                                                               | Risultato                                                             | Ospiti                                                                | Competizione                                                          | Reti                                                                  | Note                                                                  |
| --------------------------------------------------------------------- | --------------------------------------------------------------------- | --------------------------------------------------------------------- | --------------------------------------------------------------------- | --------------------------------------------------------------------- | --------------------------------------------------------------------- | --------------------------------------------------------------------- | --------------------------------------------------------------------- |
| 14-10-2014                                                            | Gedda                                                                 | Arabia Saudita                                                        | 1 – 1                                                                 | Libano                                                                | Amichevole                                                            | -                                                                     | 68’                                                                   |
| 5-9-2017                                                              | Pyongyang                                                             | Corea del Nord                                                        | 2 – 2                                                                 | Libano                                                                | Qual. Coppa d'Asia 2019                                               | -                                                                     |                                                                       |
| 10-10-2017                                                            | Beirut                                                                | Libano                                                                | 5 – 0                                                                 | Corea del Nord                                                        | Qual. Coppa d'Asia 2019                                               | -                                                                     | 61’                                                                   |
| 9-11-2017                                                             | Kallang                                                               | Singapore                                                             | 0 – 1                                                                 | Libano                                                                | Amichevole                                                            | -                                                                     |                                                                       |
| 14-11-2017                                                            | So Kon Po                                                             | Hong Kong                                                             | 0 – 1                                                                 | Libano                                                                | Qual. Coppa d'Asia 2019                                               | -                                                                     |                                                                       |
| 27-3-2018                                                             | Beirut                                                                | Libano                                                                | 2 – 1                                                                 | Malaysia                                                              | Qual. Coppa d'Asia 2019                                               | -                                                                     |                                                                       |
| 6-9-2018                                                              | Amman                                                                 | Giordania                                                             | 0 – 1                                                                 | Libano                                                                | Amichevole                                                            | -                                                                     | 71’                                                                   |
| 9-9-2018                                                              | Amman                                                                 | Oman                                                                  | 0 – 0                                                                 | Libano                                                                | Amichevole                                                            | -                                                                     |                                                                       |
| 11-10-2018                                                            | Madinat al-Kuwait                                                     | Kuwait                                                                | 1 – 0                                                                 | Libano                                                                | Amichevole                                                            | -                                                                     |                                                                       |
| 15-11-2018                                                            | Robina                                                                | Uzbekistan                                                            | 0 – 0                                                                 | Libano                                                                | Amichevole                                                            | -                                                                     | 55’                                                                   |
| 20-11-2018                                                            | Sydney                                                                | Australia                                                             | 3 – 0                                                                 | Libano                                                                | Amichevole                                                            | -                                                                     |                                                                       |
| 12-1-2019                                                             | Dubai                                                                 | Libano                                                                | 0 – 2                                                                 | Arabia Saudita                                                        | Coppa d'Asia 2019 - 1º turno                                          | -                                                                     |                                                                       |
| 30-7-2019                                                             | Karbala                                                               | Iraq                                                                  | 1 – 0                                                                 | Libano                                                                | Campionato Asia occ. 2019                                             | -                                                                     |                                                                       |
| 2-8-2019                                                              | Karbala                                                               | Siria                                                                 | 1 – 2                                                                 | Libano                                                                | Campionato Asia occ. 2019                                             | -                                                                     |                                                                       |
| 8-8-2019                                                              | Karbala                                                               | Libano                                                                | 1 – 2                                                                 | Yemen                                                                 | Campionato Asia occ. 2019                                             | -                                                                     |                                                                       |
| 10-9-2019                                                             | Mascate                                                               | Oman                                                                  | 1 – 0                                                                 | Libano                                                                | Amichevole                                                            | -                                                                     |                                                                       |
| 10-10-2019                                                            | Beirut                                                                | Libano                                                                | 2 – 1                                                                 | Turkmenistan                                                          | Qual. Mondiali 2022                                                   | -                                                                     |                                                                       |
| 14-11-2019                                                            | Beirut                                                                | Libano                                                                | 0 – 0                                                                 | Corea del Sud                                                         | Qual. Mondiali 2022                                                   | -                                                                     | 90+1’                                                                 |
| 12-6-2021                                                             | Goyang                                                                | Corea del Sud                                                         | 2 – 1                                                                 | Libano                                                                | Qual. Mondiali 2022                                                   | -                                                                     |                                                                       |
| 12-10-2023                                                            | Podgorica                                                             | Montenegro                                                            | 3 – 2                                                                 | Libano                                                                | Amichevole                                                            | -                                                                     |                                                                       |
| Totale                                                                |                                                                       | Presenze                                                              | 20                                                                    |                                                                       | Reti                                                                  | 0                                                                     |                                                                       |

## Palmarès

### Club

#### Competizioni nazionali
- Campionato libanese: 1

Nejmeh: 2013-2014
- Coppa del Libano: 1

Nejmeh: 2015-2016
- Supercoppa del Libano: 2

Nejmeh: 2014, 2016
- Coppa d'Élite libanese: 4

Nejmeh: 2014, 2016, 2017, 2018